# Ivan Krapić
Ivan Krapić, né le 14 février 1989 à Rijeka, est un poloïste international croate évoluant en équipe nationale de Croatie et au club français CN Noisy-le-Sec.

## Palmarès

### En club
Vice-champion du Championnat de France 2020-2021, avec le CN Noisy-le-Sec que Ivan Krapić a rejoint en mai 2020,.

### En sélection
- Croatie
  - Jeux olympiques :
    - Médaille d'argent : 2016.

  - Jeux méditerranéens :
    - Vainqueur : 2013.